# Mes premières vraies vacances
Pour la chanson, voir Mes premières vraies vacances (chanson).
Albums de France Gall
N'écoute pas les idoles
(1964) Sacré Charlemagne
(1964)
France Gall, appelé couramment Mes premières vraies vacances du nom de la première chanson, est le premier album studio 30 cm - sur vinyle - de France Gall, sorti en pleine période yéyé en août 1964. Il reprend les chansons parues sur ses trois premiers EP, c'est-à-dire toutes celles déjà regroupées sur l'album 25 cm sorti en mars de la même année qui avait rencontré un large succès et le troisième EP, La Cloche.
La réalisation de cet album s'est faite avec Alain Goraguer et son orchestre.

## Titres
| A1. | Mes premières vraies vacances               | Maurice Vidalin                                         | Jacques Datin                  | 2:14 |
| A2. | Jazz à gogo                                 | Robert Gall                                             | Alain Goraguer                 | 2:27 |
| A3. | Soyons sages                                | Robert Gall                                             | Guy Magenta                    | 2:33 |
| A4. | Les Rubans et la Fleur                      | Robert Gall                                             | André Popp                     | 2:53 |
| A5. | Pense à moi                                 | Robert Gall et France Gall                              | Alain Goraguer                 | 2:39 |
| A6. | Ça va je t'aime (Adaptation de Hip-Huggers) | Adaptation française par André Salvet et Claude Carrère | Edna Lewis & Robert H. Moseley | 2:18 |

| B1. | La Cloche (Adaptation de My Boyfriend Got a Beatle Haircut) | Adaptation française par André Salvet   | Jack Wolf & Maurice "Bugs" Bower                | 2:07 |
| B2. | N'écoute pas les idoles                                     | Serge Gainsbourg                        | Serge Gainsbourg                                | 1:49 |
| B3. | J'entends cette musique                                     | Robert Gall                             | Jacques Datin d'après l'adagio de Remo Giazotto | 2:38 |
| B4. | Ne dis pas aux copains                                      | Maurice Tézé                            | Guy Magenta                                     | 2:38 |
| B5. | Ne sois pas si bête (Adaptation de Stand a Little Closer)   | Adaptation française par Pierre Delanoë | Jack Wolf et Maurice "Bugs" Bower               | 2:22 |
| B6. | Si j'étais garçon                                           | Pierre Cour                             | Jean Claudric                                   | 2:11 |